# Міністерство Російської Федерації у справах цивільної оборони, надзвичайних ситуацій та ліквідації наслідків стихійних лих
Міністерство Російської Федерації у справах цивільної оборони, надзвичайних ситуацій та ліквідації наслідків стихійних лих (МНС Росії) — федеральне міністерство Росії, що має у складі федеральну протипожежну службу, професійну аварійно-рятувальну службу  (ПАРС ), рятувальні військові формування . У веденні МНС Росії знаходяться і воєнізовані частини також.
Реалізує державну політику в галузі цивільної оборони, захисту населення та територій від надзвичайних ситуацій природного та техногенного характеру, забезпечення пожежної безпеки та безпеки людей на водних об'єктах . Належить до державних воєнізованих організацій, які мають право на бойову ручну стрілецьку та іншу зброю .

### Федеральна протипожежна служба
У МНС входить федеральна протипожежна служба Державної протипожежної служби.
Державна протипожежна служба входила до МНС Росії у 2002-2004 роках. З 1 січня 2005 року Державна протипожежна служба має дві складові: федеральну протипожежну службу та протипожежну службу суб'єктів Російської Федерації. У МНС Росії входить тільки федеральна протипожежна служба Державної протипожежної служби  :34.
2004 року в рамках адміністративної реформи протипожежні служби суб'єктів РФ були виведені зі складу МНС Росії. На 2010 із загальної кількості пожежних у Росії у складі МНС Росії служило близько 50 % . На території Росії існують понад 400 рятувальних служб та формувань (без урахування пожежних підрозділів залізничного транспорту), близько 30 з них входить безпосередньо до МНС Росії .

### Попередження та гасіння пожеж
Гасіння природних пожеж не є законодавчо закріпленою функцією МНС. Проте внаслідок пропаганди більшість громадян вважає, що МНС Росії є головним борцем з лісовими пожежами — незважаючи на те, що абсолютна більшість лісових пожеж гаситься працівниками лісогосподарських організацій, а роль МНС Росії у гасінні пожеж на природних територіях незначна. Широко поширене уявлення про те, що за боротьбу з лісовими пожежами відповідає насамперед МНС Росії, сприяло руйнуванню галузевої (лісової) системи боротьби з лісовими пожежами в останні роки .

## Історія
10 січня 1994 року Державний комітет Російської Федерації у справах цивільної оборони, надзвичайних ситуацій та ліквідації наслідків стихійних лих був перетворений на Міністерство Російської Федерації у справах цивільної оборони, надзвичайних ситуацій та ліквідації наслідків стихійних лих (МНС Росії) . Очолив нове міністерство Сергій Шойгу.
1 січня 2002 278 тисяч співробітників Державної протипожежної служби увійшли до складу МНС Росії, що мало до цього чисельність 70 тисяч співробітників  .
Адміністративна реформа переклала функції щодо організації гасіння пожеж у населених пунктах та проведення більшості аварійно-рятувальних робіт на суб'єкти РФ. У 2005 році були виведені зі складу МНС сили та засоби, на базі яких створили протипожежні служби суб'єктів РФ  :34 та державні аварійно-рятувальні служби суб'єктів Російської Федерації .

## Символіка
Техніка МНС Росії має кольорові схеми, звукові та світлові сигнали єдині для будь-яких аварійно-рятувальних служб:
- техніка запобігання та допомоги при надзвичайних ситуаціях та цивільної оборони - основний колір білий, колір декоративних смуг помаранчевий, уздовж осі симетрії декоративної смуги наносять додаткову смугу синього кольору шириною не більше 1/4 ширини смуги, що контрастує;
- протипожежна служба - основний колір червоний, колір декоративних смуг білий [15].

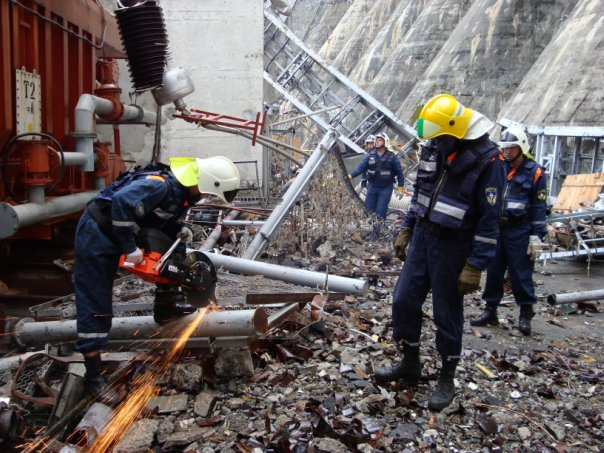
Ліквідація наслідків аварії на Саяно-Шушенській ГЕС

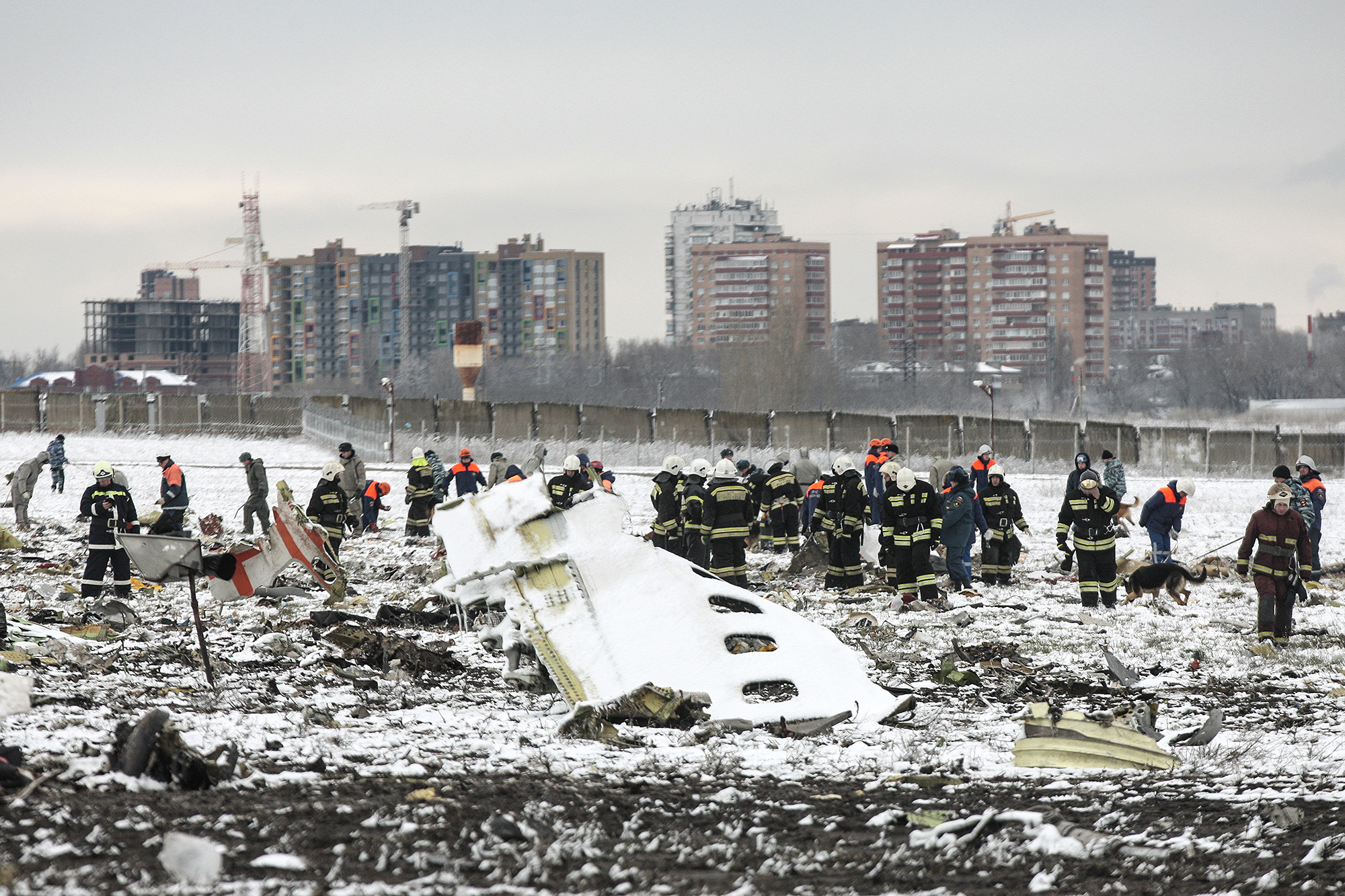
Ліквідація наслідків катастрофи Boeing 737 в аеропорту Ростова-на-Дону, березень 2016 року

## Техніка

### Автомобільна
| Ім'я                                                                                             | Тип                              | Фото |
| ------------------------------------------------------------------------------------------------ | -------------------------------- | ---- |
| ГАЗель ГАЗ-2705                                                                                  | Комунальний фургон               |      |
| ППУ48-03 (шасі Камаз-43118 )                                                                     | Мобільний пункт управління       |      |
| AM-RHR                                                                                           | Машина хімічної розвідки         |      |
| АСМ-41-022 (база УАЗ-3909 )                                                                      | Порятунок загального призначення |      |
| MAVR-588560S                                                                                     | Рятувальна машина                |      |
| АСМ-48-031 (шасі Камаз-43118)                                                                    | Рятувальна машина                |      |
| Автомобіль транспортного відділення воєнізованих гірсько-рятувальних частин (на базі КамАЗ-4308) |                                  |      |
| Петрович-204-60                                                                                  | Всюдихід                         |      |
| ЗІЛ-49061                                                                                        | Автомобіль-амфібія               |      |

### Човни
| Ім'я                    | Тип                         | Фото |
| ----------------------- | --------------------------- | ---- |
| Марс-700                | Судно на повітряній подушці |      |
| Марс-2000               | Судно на повітряній подушці |      |
| Хівус-6                 | Судно на повітряній подушці |      |
| Мангуст (проект 12150М) | повітряний човен            |      |
| ПК-500                  | Патрульний катер            |      |
| РПК-640                 | Патрульний катер            |      |
| Касатка-2М              | Патрульний катер            |      |

## Втрати
Відомі втрати МНС під час вторгнення в Україну 
| п/п | Прізвище, ім'я, по-батькові                                                | Звання/посада | Дата народження | Дата смерті | Місце смерті    |
| --- | -------------------------------------------------------------------------- | --- | --------------- | ----------- | --------------- |
| 1.  | Максимчук Денис Михайлович (рос. Максимчук Денис Михайлович)               | майор, офіцер відділу координації сил та засобів управління екстреного реагування Головного управління «Національний центр управління у кризових ситуаціях» | 18.07.1991      | 23.08.2022  |                 |
| 2.  | Потелещенко Олексій Олександрович (рос. Потелещенко Алексей Александрович) | полковник, «міністр» надзвичайних ситуацій «ЛНР» | 03.12.1976      | 03.02.2024  | Лисичанськ      |
| 3.  | Цоффка В'ячеслав Львович (рос. Цоффка Вячеслав Львович)                    | підполковник, начальник піротехнічного відділу центру МНС «Лідер»                                                                                           | 1978            | 21.09.2024  | Курська область |
| 4.  | Луговий Семен Андрійович (рос. Луговой Семен Андреевич)                    | рятувальник 1-го рангу, рятувальник-водолаз Краснодарського пошуково-рятувального загону                                                                    |                 | 28.02.2025  | Анапа           |